# Eva Dicksonová
Eva Dickson, rozená Lindström (8. března 1905 Sigtuna – 24. března 1938 Bagdád) byla švédská cestovatelka, závodnice rallye, pilotka a autorka cestopisů, která se dožila pouhých 33 let. Byla první ženou, která projela autem saharskou poušť, první švédskou závodnicí rallye a třetí švédskou pilotkou.
Od svého prvního manžela Olofa Dicksona, se naučila jezdit rallye a poté se zúčastňovala velkých závodů. Manželství se po sedmi letech rozpadlo kvůli Evině rostoucímu zájmu o cestování a manželově nedostatečné podpoře. Její cesty budily velkou pozornost, vydala několik cestopisů, v nichž popisovala své zážitky. Své cesty financovala sázkami s různými bohatými lidmi ze společnosti.
V roce 1932 se seznámila s baronem Brorem von Blixen-Finecke, za kterého se později provdala. Téhož roku se kvůli sázce vydala na cestu autem z Nairobi do Stockholmu. V roce 1937 se vydala sama bez doprovodu na cestu autem po Hedvábné stezce ze Stockholmu do Pekingu. Po devíti měsících, když Japonci vyhlásili válku Číně, musela od svých plánů upustit a vracela se z Indie do Evropy. V březnu 1938 zemřela při tragické autonehodě v Bagdádu.

## Život
Narodila se jako Eva Lindström 8. března 1905 ve švédské Sigtuně. Její otec Albert Lindström byl bohatý chovatel koní. Vyrůstala na zámku Ljung a vzdělávala se doma až do roku 1916, kdy se rodina přestěhovala do Stockholmu, kde začala chodit do školy.
Ve 20 letech se provdala za závodníka rallye Olofa Dicksona a v roce 1928 se jim narodil syn Åke. Manželé spolu cestovali po Evropě autem a na motocyklu, zatímco o syna pečovaly sestřenice. Olof ji naučil jezdit rallye a od roku 1927, kdy se Eva zúčastnila svého prvního velkého závodu, se jich zúčastňovala pravidelně. Protože závody byly v té době určené pouze mužům, registrovala se pod pseudonymem Anton Johansson a často se umisťovala na předních místech. Po sedmi letech manželství se v roce 1932 rozvedli kvůli Olofově nedostatečné podpoře Evina rostoucího zájmu o cestování.
V roce 1932 se seznámila s baronem Brorem von Blixen-Finecke, bývalým manželem autorky knihy Vzpomínky na Afriku Karen Blixen. Seznámili se v Keni a brzy se z nich stali milenci. V témže roce přijala sázku, aby jela autem z Nairobi do Stockholmu, a stala se tak první ženou, která přejela Saharu autem. Cesta trvala 27 dní a upoutala pozornost médií. Eva toho využila a od roku 1933 začala psát cestopisy. V roce 1932 se stala také třetí Švédkou, která získala pilotní licenci.
V roce 1934 se vrátila do Keni, kde se spolu s Brorem Blixenem účastnila různých vědeckých expedic. V následujícím roce oba odcestovali do Etiopie, kde Eva jako válečná zpravodajka švédských novin informovala o habešské krizi. Z Etiopie odjeli na mezcích na cestu dlouhou 2 000 kilometrů zpět do Keni. Afrika Evu nepřestávala fascinovat, i když jí cestování přineslo malárii, otravu krve, žaludeční vředy, žloutenku a těžké infekce.
V roce 1936 se Eva Dickson v New Yorku provdala za barona von Blixena a líbánky strávili plavbou po Kubě a Bahamách s přáteli Ernestem Hemingwayem a jeho druhou ženou Pauline. Na závěr cesty navštívili Hemingwaye v jeho rodném městě Key West.
Eviným velkým snem bylo stát se prvním člověkem, který projede autem Hedvábnou stezku. Dne 3. června 1937 se vydala sama bez doprovodu na cestu ze Stockholmu do Pekingu. Cesta vedla přes Belgii, Německo, Polsko, Rumunsko, Turecko, Sýrii a Írán. Když dorazila do Afghánistánu, bylo jí doporučeno změnit trasu a jet oklikou přes Indii, protože její zamýšlená trasa přes Turkestán byla považována za příliš nebezpečnou pro osamělou ženu. Když dorazila do indické Kalkaty, onemocněla a musela být hospitalizována. Léčili ji arzenikem, ale její stav se ještě zhoršil. Navíc jí docházely peníze. V nemocnici ji zastihla zpráva, že vypukla druhá čínsko-japonská válka. Plány na projetí Hedvábné stezky se tím zhroutily, protože politická situace v Číně byla považována za příliš nebezpečnou. Dickson se rozhodla vrátit zpět do Evropy.
Když v březnu 1938 dorazila do Bagdádu, byla na cestách již devět měsíců. Jednoho večera po večeři u přátel mimo Bagdád se vracela do hotelu, ale v prudké zatáčce ztratila kontrolu nad vozem, havarovala a na místě zemřela. Manžel Bror von Blixen byl o její smrti informován telegraficky, ale byl zrovna na safari a telegram dostal až po návratu do Nairobi v červenci 1938. Mezitím už bylo její tělo převezeno do Stockholmu, kde byla 22. dubna 1938 pohřbena.